# Cestoplana rubrocincta
Cestoplana rubrocincta is een platworm (Platyhelminthes). De worm is tweeslachtig. De soort leeft in het zoute water.
Het geslacht Cestoplana, waarin de platworm wordt geplaatst, wordt tot de familie Cestoplanidae gerekend. De wetenschappelijke naam van de soort werd voor het eerst geldig gepubliceerd in 1840 door Grube.